# Liste der Baudenkmale in Lilienthal
In der Liste der Baudenkmale in Lilienthal sind die Baudenkmale der niedersächsischen Gemeinde Lilienthal und ihrer Ortsteile aufgelistet. Der Stand der Liste ist der 24. Dezember 2022. Die Quelle der Baudenkmale ist der Denkmalatlas Niedersachsen.

## Allgemein
In den Spalten befinden sich folgende Informationen:
- Lage: die Adresse des Baudenkmales und die geographischen Koordinaten. Kartenansicht, um Koordinaten zu setzen. In der Kartenansicht sind Baudenkmale ohne Koordinaten mit einem roten Marker dargestellt und können in der Karte gesetzt werden. Baudenkmale ohne Bild sind mit einem blauen Marker gekennzeichnet, Baudenkmale mit Bild mit einem grünen Marker.
- Bezeichnung: Bezeichnung des Baudenkmales
- Beschreibung: die Beschreibung des Baudenkmales. Unter § 3 Abs. 2 NDSchG werden Einzeldenkmale und unter § 3 Abs. 3 NDSchG Gruppen baulicher Anlagen und deren Bestandteile ausgewiesen.
- ID: die Objekt-ID des Baudenkmales
- Bild: ein Bild des Baudenkmales, ggf. zusätzlich mit einem Link zu weiteren Fotos des Baudenkmals im Medienarchiv Wikimedia Commons. Wenn man auf das Kamerasymbol klickt, können Fotos zu Baudenkmalen aus dieser Liste hochgeladen werden:

## Lilienthal

### Gruppe: Feldhausen 29
Die Gruppe hat die ID 25077832. Hofanlage mit Wohn-/ Wirtschaftsgebäude von 1845 und etwa zeitgleich errichteten, firstparallel hierzu stehenden Scheune. Beide Bauten in Fachwerk.

| Lage                                     | Bezeichnung               | Beschreibung                                                                                                  | ID       | Bild |
| ---------------------------------------- | ------------------------- | --- | -------- | ---- |
| Feldhausen 29 53° 8′ 52″ N, 8° 53′ 11″ O | Wohn-/ Wirtschaftsgebäude | Zweiständer-Hallenhaus von 1845 in Fachwerk mit Steinausfachung, mit Krüppelwalmdach und Flettdielengrundriss | 25087875 | BW   |
| Feldhausen 29 53° 8′ 52″ N, 8° 53′ 12″ O | Scheune                   | Fachwerkbau mit Backsteinausfachung und zwei Quereinfahrten, mit Walmdach, errichtet Mitte 19. Jh.            | 25084770 | BW   |

### Gruppe: Im Dorfe 1
Die Gruppe hat die ID 25077297. Die Hofanlage besteht aus Wohn-/ Wirtschaftsgebäude des 18. Jh. und zwei Scheunen, eine 17. Jh., eine 19. Jh. Alle Bauten in Fachwerk mit Backsteinausfachung und reetgedeckt.

| Lage                                  | Bezeichnung               | Beschreibung                                                                                  | ID       | Bild |
| ------------------------------------- | ------------------------- | --------------------------------------------------------------------------------------------- | -------- | ---- |
| Im Dorfe 1 53° 10′ 7″ N, 8° 55′ 52″ O | Wohn-/ Wirtschaftsgebäude | Zweiständer-Hallenhaus von 1788 in Fachwerk mit Krüppelwalmdach, Innengerüst erhalten         | 25085874 | BW   |
| Im Dorfe 1 53° 10′ 7″ N, 8° 55′ 53″ O | Scheune                   | Fachwerkbau mit Backsteinausfachung vom 19. Jh., mit Satteldach und Querdurchfahrt            | 42354372 | BW   |
| Im Dorfe 1 53° 10′ 8″ N, 8° 55′ 52″ O | Scheune                   | Kleine Ankerbalkenscheune mit Walmdach, errichtet 1697, Scheune unzerlegt ca. 100 m versetzt. | 25081519 | BW   |

### Gruppe: Im Orth 5, 7
Die Gruppe hat die ID 25077304. Der Ortskern von Moorhausen („Im Orth“) besteht aus Wohn-/ Wirtschaftsgebäuden des 19. Jh. und liegen südlich der Straße und firstparallel zueinander.

| Lage                                | Bezeichnung               | Beschreibung                                                                    | ID       | Bild |
| ----------------------------------- | ------------------------- | ------------------------------------------------------------------------------- | -------- | ---- |
| Im Orth 5 53° 9′ 4″ N, 8° 54′ 26″ O | Wohn-/ Wirtschaftsgebäude | Zweiständer-Hallenhaus von 1855 in Fachwerk mit reetgedecktem Krüppelwalmdach   | 25083623 | BW   |
| Im Orth 7 53° 9′ 5″ N, 8° 54′ 24″ O | Wohn-/ Wirtschaftsgebäude | Giebelständiges Zweiständer-Hallenhaus von 1838 in Fachwerk mit Krüppelwalmdach | 25083636 | BW   |

### Gruppe: Klosterstraße 18
Die Gruppe hat die ID 51678235. Wohn-/ Wirtschaftsgebäude und im rechten Winkel angebautes Wirtschaftsgebäude aus dem 19. Jh., beide in Fachwerk.

| Lage                                        | Bezeichnung               | Beschreibung | ID       | Bild |
| ------------------------------------------- | ------------------------- | --- | -------- | ---- |
| Klosterstraße 18 53° 8′ 26″ N, 8° 54′ 47″ O | Wohn-/ Wirtschaftsgebäude | Vierständer-Hallenhaus von 1813 in Fachwerk mit weiß geschlämmter Steinausfachung, Krüppelwalmdach, in Flettdielenform errichtet | 25083065 | BW   |
| Klosterstraße 18 53° 8′ 27″ N, 8° 54′ 47″ O | Wirtschaftsgebäude        | Eingeschossiger Fachwerkba vom 19. Jh. in Fachwerk mit Satteldach                                                                | 25086287 | BW   |

### Gruppe:  Mühlendeich 37
Die Gruppe hat die ID 25077818. Die Hofanlage besteht aus Wohn-/ Wirtschaftsgebäude und firstparallel errichtete Scheune. Beide Fachwerkbauten stammen aus dem 19. Jh. Ehemals Mühlendeich 22.

| Lage                                      | Bezeichnung               | Beschreibung                                                                                | ID       | Bild |
| ----------------------------------------- | ------------------------- | ------------------------------------------------------------------------------------------- | -------- | ---- |
| Mühlendeich 37 53° 9′ 13″ N, 8° 56′ 0″ O  | Wohn-/ Wirtschaftsgebäude | Zur Wörpe traufständiger Zweiständer-Hallenhaus von 1850 in Fachwerk mit Krüppelwalmdach in | 25083704 | BW   |
| Mühlendeich 37 53° 8′ 56″ N, 8° 55′ 29″ O | Scheune                   | Kleines Fachwerkgebäude mit Walmdach, errichtet Mitte 19. Jh.                               | 25086180 | BW   |

### Gruppe: Truper Kapelle
Die Gruppe hat die ID 25077375. Kirche mit umgebendem Friedhof mit historischen Grabsteinen, einem Wohnhaus und einer Scheune in großen Garten; eingefriedet durch Natursteinmauer.

| Lage                               | Bezeichnung       | Beschreibung | ID       | Bild           |
| ---------------------------------- | ----------------- | --- | -------- | -------------- |
| Trupe 3 53° 8′ 18″ N, 8° 53′ 48″ O | St.-Marien-Kirche | Schlichter Massivbau mit Satteldach, quadratischem Westturm mit Pyramidendach, Saalkirche; im Inneren mit Holzbalkendecke. Erbaut Mitte des 13. Jh., 1813 Brandschaden, 1820 renoviert, dabei ehemalige Einwölbung entfernt | 25087985 | Weitere Bilder |
| Trupe 3 53° 8′ 17″ N, 8° 53′ 49″ O | Friedhof          | Die Kirche umgebender Friedhof mit herausragenden Grabsteinen und -stelen, vorwiegend des 18. und 19. Jh. | 25083170 | BW             |
| Trupe 3 53° 8′ 18″ N, 8° 53′ 50″ O | Wohnhaus          | Fachwerkbau von 1814 nach Art eines Vierständerhauses mit verputzten Gefachen und Krüppelwalmdach; nördliche Traufseite und Westgiebel massiv, genutzt als Pfarramt.                                                        | 25087998 | BW             |
| Trupe 3 53° 8′ 18″ N, 8° 53′ 50″ O | Garten            | Großer Garten mit altem Baumbestand nördlich und östlich des Friedhofs. | 25083198 | BW             |
| Trupe 3 53° 8′ 18″ N, 8° 53′ 52″ O | Scheune           | Wandständerbau mit Backsteinausfachung; unter Walmdach in Ziegeldeckung; mit Quereinfahrt. Errichtet als Scheune zum Wohnhaus Ende des 18. Jh.                                                                              | 25083183 | BW             |

### Einzelbaudenkmale
| Lage                                                  | Bezeichnung               | Beschreibung | ID       | Bild           |
| ----------------------------------------------------- | ------------------------- | --- | -------- | -------------- |
| Am Mühlenbach 4 53° 8′ 24″ N, 8° 54′ 42″ O            | Wohnhaus                  | Fachwerkbau aus der ersten Hälfte 19. Jh. mit Krüppelwalmdach | 25085888 | BW             |
| Apothekenstraße 1 53° 8′ 30″ N, 8° 54′ 31″ O          | Apotheke                  | Eingeschossiger Massivbau von 1896 mit Satteldach und mittigem zweigeschossigem Risalit u | 25085902 | BW             |
| Birkenweg 23 53° 9′ 42″ N, 8° 56′ 36″ O               | Wohn-/ Wirtschaftsgebäude | Zweiständer-Hallenhaus von 1802 in Fachwerk mit Krüppelwalmdach in Reetdeckung, beidseitige Niedersachsengiebel | 25082740 | BW             |
| Falkenberger Landstraße 4b 53° 8′ 49″ N, 8° 54′ 48″ O | Kapelle                   | Saalbau in Backsteinmauerwerk von 1912/13, mit Satteldach, Dachreiter, mit spitzbogigen Fensteröffnungen, Vorhalle mit vier Säulen, Innen Tonnengewölbe; Architekt Emil Högg | 25086216 | BW             |
| Falkenberger Landstraße 43 53° 9′ 10″ N, 8° 55′ 10″ O | Wohn-/ Wirtschaftsgebäude | Vierständer-Hallenhaus von 1860 in Fachwerk mit Krüppelwalmdach | 25086229 | BW             |
| Falkenberger Landstraße 89 53° 8′ 56″ N, 8° 55′ 29″ O | Wohn-/ Wirtschaftsgebäude | Zweiständer-Hallenhaus von 1846 in Fachwerk mit Krüppelwalmdach in Reetdeckung, mit Flettdielengrundriss | 25087859 | BW             |
| Feldhausen 19 53° 8′ 52″ N, 8° 53′ 16″ O              | Wohn-/ Wirtschaftsgebäude | Massivbau von 1867 in Backsteinmauerwerk, mit Krüppelwalmdach in Reetdeckung, mit Schmuckmauerwerk (Gesimse, Lisenen und Ortgang sowie Rosetten) | 25084756 | BW             |
| Hauptstraße 63 53° 8′ 36″ N, 8° 54′ 30″ O             | Wohnhaus                  | Fachwerkbau von 1791 mit Krüppelwalmdach in Ziegeldeckung, Hofhaus des Klosters Lilienthal, 1806 vom Oberamtmann Johann Hieronymus Schroeter (1745–1816) erworben, heute Stiftung Amtmann-Schroeter-Haus | 25082652 | BW             |
| Heidberger Straße 5 53° 9′ 32″ N, 8° 55′ 12″ O        | Wohn-/ Wirtschaftsgebäude | Zweiständer-Hallenhaus vom Ende des 18. Jh.in Fachwerk mit Krüppelwalmdach in Reetdeckung | 25081542 | BW             |
| Im Dorfe 1 53° 10′ 8″ N, 8° 55′ 52″ O                 | Scheune                   | | 25081519 | BW             |
| Klosterstraße 14 53° 8′ 29″ N, 8° 54′ 41″ O           | St. Marien–Kirche         | Saalkirche in Backstein mit Satteldach, gerader Ostabschluss, einschiffig, fünf querrechteckige Joche, Kreuzrippengewölbe, Ostwand mit spitzbogigen Fenster und drei Reihen Blindfenstern, Westgiebel mit Lisenen, im Kern von um 1260, 1262 geweiht; Barockisierung 1738 mitKanzelaltar, Fenstermaßwerk 1865, Chor-Wandmalerei frühe 15. Jh. | 25084741 | Weitere Bilder |
| Klosterstraße 14 53° 8′ 30″ N, 8° 54′ 41″ O           | Gemeindesaalanbau         | | 44701215 | BW             |
| Klosterstraße 53° 8′ 28″ N, 8° 54′ 39″ O              | Kriegerdenkmal            | Sandstein-Obelisk vom 19. Jh. mit bekrönendem Kreuz auf profiliertem Quadersockel, dreiseitig mit Inschriften der im Deutsch-Französischen Krieg 1870/71 Gefallenen der Kirchspiele St. Jürgen, Grasberg, Trupe-Lilienthal | 25086150 | BW             |
| Klosterstraße 53° 8′ 28″ N, 8° 54′ 41″ O              | Freifläche                | | 44701199 | BW             |
| Klosterstraße 7 53° 8′ 30″ N, 8° 54′ 33″ O            | Wohn-/ Wirtschaftsgebäude | Vierständer-Hallenhaus aus der Mitte des 19. Jh. in Fachwerk mit Krüppelwalmdach in Ziegeldeckung errichtet | 25088943 | BW             |
| Klosterstraße 11 53° 8′ 32″ N, 8° 54′ 35″ O           | Wohn-/ Wirtschaftsgebäude | Vierständer-Hallenhaus von 1813 in Fachwerk mit Krüppelwalmdach, Wohngiebel massiv in Backstein | 25083051 | BW             |
| Klosterstraße 19 53° 8′ 32″ N, 8° 54′ 41″ O           | Wohn-/ Geschäftshaus      | Zweigeschossiger Backsteinbau in Ecklage von 1903, mit Walmdach, dreigeschossigen Turm mit Hauseingang, Risalit und zwei Schaugiebel; aktuell: Sparkasse | 25083082 | BW             |
| Klosterstraße 21 53° 8′ 30″ N, 8° 54′ 44″ O           | Altes Amtsgericht         | Eingeschossiger Backsteinbau mit Satteldach und großem Dachhaus; als Zehntscheune des Klosters Lilienthal errichtet, 1852 als Amtsgericht umgebaut | 25083096 | BW             |
| Klosterstraße 23 53° 8′ 29″ N, 8° 54′ 46″ O           | Wohnhaus                  | Eingeschossiger Massivbau vom 19. Jh. mit Krüppelwalmdach in Ziegeldeckung; erbaut, Umbauentwurf 1908 von Heinrich Vogeler, Boden- und Wandfliesen, Türblätter und mehrere Originalfenster erhalten | 37031407 | BW             |
| Moorhauser Landstraße 27 53° 9′ 9″ N, 8° 54′ 42″ O    | Wohn-/ Wirtschaftsgebäude | Zweiständer-Hallenhaus von 1825 in Fachwerk mit Krüppelwalmdach und mit Flettdielengrundriss | 25086301 | BW             |
| Trupe 16 53° 8′ 26″ N, 8° 53′ 26″ O                   | Wohn-/ Wirtschaftsgebäude | Zweiständer-Hallenhaus von 1747 in Fachwerk mit Krüppelwalmdach mit Reetdeckung und erhaltenem Innengerüst | 25090282 | BW             |

## SeebergenundHeidberg

### Gruppe: Seeberger Landstraße 85
Die Gruppe hat die ID 25077368. Hofanlage aus großem Wohn-/ Wirtschaftsgebäude von 1740/1879 und firstparallel hierzu stehender Scheune von 1910.

| Lage                                               | Bezeichnung               | Beschreibung | ID       | Bild |
| -------------------------------------------------- | ------------------------- | --- | -------- | ---- |
| Seeberger Landstraße 85 53° 7′ 55″ N, 8° 59′ 20″ O | Wohn-/ Wirtschaftsgebäude | Zweiständer-Hallenhaus von um 1740 und 1879 in Fachwerk mit Satteldach und Halbwalm am Wohngiebel, nördliche Traufseite massiv erneuert | 25083742 | BW   |
| Seeberger Landstraße 85 53° 7′ 55″ N, 8° 59′ 21″ O | Scheune                   | Fachwerkbau von 1910 mit Satteldach, jüngere massive Verlängerung nach Westen                                                           | 25084254 | BW   |

### Einzelbaudenkmale
| Lage                                           | Bezeichnung               | Beschreibung | ID       | Bild |
| ---------------------------------------------- | ------------------------- | --- | -------- | ---- |
| Bergstraße 7 53° 8′ 36″ N, 8° 58′ 22″ O        | Wohn-/ Wirtschaftsgebäude | Zweiständer-Hallenhaus von 1830 in Fachwerk mit Krüppelwalmdach in Reetdeckung. Errichtet 1830 (i). | 25082031 | BW   |
| Heidberger Straße 65 53° 8′ 45″ N, 8° 58′ 9″ O | Wohn-/ Wirtschaftsgebäude | Vierständer-Hallenhaus von um 1850 in Fachwerk mit Krüppelwalmdach in Reetdeckung | 25082077 | BW   |
| Heidberger Straße 53° 9′ 26″ N, 8° 57′ 24″ O   | Kriegerdenkmal            | Denkmal aus behauenem Naturstein in Form eines Obelisken. Im mittleren Teil auf an der Frontseite des Denkmals eingelassenen Tafel die Namen der Gefallenen des Ersten Weltkrieges. Errichtet um 1920, später ergänzt um eine separate Tafel im unteren Teil für die Toten aus dem Zweiten Weltkrieg (ohne Namensnennung). Umschlossen von steinernen Pfosten, durch eiserne Ketten verbunden, Gesamtanlage durch Ligusterhecke begrenzt. | 25082726 | BW   |

## Worphausen
| Lage                                              | Bezeichnung               | Beschreibung                                                                                             | ID       | Bild |
| ------------------------------------------------- | ------------------------- | --- | -------- | ---- |
| Neumooringer Straße 4 53° 11′ 40″ N, 8° 56′ 41″ O | Wohn-/ Wirtschaftsgebäude | Zweiständer-Hallenhaus von 1852 in Fachwerk mit Krüppelwalmdach in Reetdeckung, mit Flettdielengrundriss | 25082000 | BW   |
| Westerweder Straße 48 53° 11′ 46″ N, 8° 54′ 55″ O | Wohn-/ Wirtschaftsgebäude | Zweiständer-Hallenhaus von 1855 in Fachwerk mit Krüppelwalmdach in Reetdeckung, mit Flettdielengrundriss | 25090313 | BW   |

## Sankt Jürgen

### Gruppe: Frankenburg 41
Die Gruppe hat die ID 25077839. Hofanlage bestehend aus zurückversetztem Haupthaus von 1866 (i) und zwei etwa zeitgleich errichteten Nebengebäuden (im Osten Stall, im Westen Scheune). Alter Baumbestand vorhanden.

| Lage                                       | Bezeichnung               | Beschreibung | ID       | Bild |
| ------------------------------------------ | ------------------------- | --- | -------- | ---- |
| Frankenburg 41 53° 10′ 19″ N, 8° 54′ 10″ O | Wohn-/ Wirtschaftsgebäude | Vierständer-Hallenhaus von 1866 in Backstein, mit Satteldach, aufwändiges Mauerwerk mit Lisenen, Gesimsen, Giebel- und Ortgangverzierung | 25087891 | BW   |
| Frankenburg 41 53° 10′ 19″ N, 8° 54′ 9″ O  | Scheune                   | Fachwerkbau von um 1850. mit Walmdach und zwei Querdurchfahrten                                                                          | 35517593 | BW   |
| Frankenburg 41 53° 10′ 19″ N, 8° 54′ 11″ O | Stall                     | Kleiner Fachwerkbau mit Satteldach, vom Ende 19. Jh.                                                                                     | 25084798 | BW   |

### Gruppe: Kirchwurt
Die Gruppe hat die ID 25077332. Hohe Wurt mit Kirche, Friedhof, Pfarrhaus und ehemaliger Schule.

| Lage                                   | Bezeichnung        | Beschreibung | ID       | Bild           |
| -------------------------------------- | ------------------ | --- | -------- | -------------- |
| St. Jürgen 53° 10′ 37″ N, 8° 48′ 31″ O | St.-Jürgens-Kirche | Einschiffige spätromanische Backsteinsaalkirche mit Westturm, eingezogenem Chorquadrat und Apsis. Alle Wände verputzt. Das Innere ganz gewölbt, Apsiskalotte und Kreuzgratgewölbe des Chorraumes um 1250; Reste des gemalten Dekorationssystems freigelegt und erneuert. Erbaut Mitte 13. Jh., 1230 erstmals erwähnt. Wölbung des zweijochigen Schiffes nach 1250, hierfür paarig stehende Rundbogenfenster. Ausstattung des 15. bis 18. Jh. | 25087139 | Weitere Bilder |
| St. Jürgen 53° 10′ 37″ N, 8° 48′ 30″ O | Friedhof           | Kleiner, Kirche umgebender Friedhof, mit Backsteinmauer abgegrenzt. Mehrere historische Grabsteine des 17.-19. Jahrhunderts (Johann Helmken 1693, Luder Helmken 1743, Geverdt Rohtermund 1732, Johann Hinrich Murcken 1781, Johann Geils 1801, Johann Helmken 1811, Gevert Blanken 1845, Hinrich Garwes 1853, Jost Andreas Lankenau 1857, Jacob Murcken 1860, Claus Murcken 1865), zudem weitere Fragmente.                                  | 25087153 |                |
| St. Jürgen 53° 10′ 37″ N, 8° 48′ 31″ O | Backhaus           | Kleiner Wandständerbau auf der Friedhofsmauer in Fachwerk mit Backsteinausfachung, unter Satteldach in Ziegeldeckung. Errichtet Anfang 19. Jh. | 25087075 |                |
| Kirchweg 3 53° 10′ 37″ N, 8° 48′ 29″ O | Schule             | Eingeschossiger Backsteinbau mit hohem Drempel, unter Satteldach in Ziegeldeckung. Giebel in Fachwerk mit Backsteinausfachung. Mit Anbau eines Scheuenteils in Fachwerk mit Backsteinausfachung unter eigenem ziegelgedecktem Satteldach errichtet 1885; 1897 (a) erweitert und umgebaut. | 25087965 | BW             |
| Kirchweg 1 53° 10′ 37″ N, 8° 48′ 33″ O | Pfarrhaus          | Zweiständerhallenhaus in Fachwerk mit Backsteinausfachung, unter Halbwalmdach in Reetdeckung. Errichtet Mitte des 19. Jh. Bei Erneuerung um 1930 Wände tw. massiv in Backstein ersetzt. | 25087168 | BW             |
| Kirchweg 1 53° 10′ 37″ N, 8° 48′ 34″ O | Scheune            | Auf der Friedhofsmauer errichteter Fachwerkbau mit Backsteinausfachung, unter Walmdach in Reetdeckung. Errichtet Mitte 19. Jh. | 25084957 | BW             |

### Gruppe: Oberende 6
Die Gruppe hat die ID 25077354. Hofanlage mit Scheune Mitte 19. Jh. und zeitgleich errichteten ehemaligen Wohn-/ Wirtschaftsgebäude, Wohnteil 1904 durch repräsentativen Massivbau ersetzt.

| Lage                                   | Bezeichnung        | Beschreibung | ID       | Bild |
| -------------------------------------- | ------------------ | --- | -------- | ---- |
| Oberende 6 53° 10′ 36″ N, 8° 53′ 17″ O | Wohnhaus           | Backsteinbau von 1904 mit Satteldach mit zweigeschossigem Mittelrisalit mit Krüppelwalmdach, Fassaden mit reichem Putzdekor; Wintergarten am Südostgiebel | 25085684 | BW   |
| Oberende 6 53° 10′ 36″ N, 8° 53′ 18″ O | Wirtschaftsgebäude | Langgestreckter Fachwerkbau mit Satteldach aus der Mitte 19. Jh., seit 1904 als rückwärtiges Wirtschaftsgebäude genutzt                                   | 25083773 | BW   |
| Oberende 6 53° 10′ 37″ N, 8° 53′ 15″ O | Scheune            | Fachwerkbau aus der Mitte 19. Jh. mit Walmdach und zwei Quereinfahrten                                                                                    | 25082685 | BW   |

### Einzelbaudenkmale
| Lage                                                       | Bezeichnung               | Beschreibung | ID       | Bild |
| ---------------------------------------------------------- | ------------------------- | --- | -------- | ---- |
| Frankenburg 72 53° 10′ 24″ N, 8° 53′ 49″ O                 | Wohn-/ Wirtschaftsgebäude | Vierständer-Hallenhaus von um 1890 mit Außenwänden in Backsteinmauerwerk, Satteldach in Ziegeldeckung. Giebelfassaden mit aufwändigen Verzierungen                             | 25086257 | BW   |
| Heinrich-Schmidt-Barrien-Weg 1 53° 10′ 21″ N, 8° 53′ 57″ O | Wohn-/ Wirtschaftsgebäude | Zweiständer-Hallenhaus von 1621 in Fachwerk mit (geschlämmter) Backsteinausfachung, Krüppelwalmdach in Reetdeckung, Wirtschaftsgiebel vorkragendemmit Dachgeschoss.            | 25086243 | BW   |
| Hinter dem Berg 67 53° 10′ 31″ N, 8° 54′ 21″ O             | Wohnhaus                  | Eingeschossiger Backsteinbau von um 1890 mit Satteldach und Mittelrisaliten | 25086272 | BW   |
| Mittelbauer 13 53° 10′ 57″ N, 8° 50′ 8″ O                  | Wohn-/ Wirtschaftsgebäude | Zweiständer-Hallenhaus in Fachwerk mit Satteldach in Reetdeckung; Wohngiebel und die östliche Traufseite massiv erneuert, im Kern von um 1638, Wirtschaftsgiebel 1887 erneuert | 25085670 | BW   |
| Oberende 13 53° 10′ 44″ N, 8° 52′ 48″ O                    | Scheune                   | Wandständerbau in Fachwerk mit Walmdach und drei Quereinfahrten, Ursprungsbau wohl aus der ersten Hälfte des 17. Jh., Anfang 20. Jh. nach Süden erweitert                      | 25085600 | BW   |
| Oberende 25 53° 10′ 44″ N, 8° 51′ 48″ O                    | Wohn-/ Wirtschaftsgebäude | Zweiständer-Hallenhaus aus der Mitte des 19. Jhds. in Fachwerk mit Krüppelwalmdach. Wohngiebel massiv erneuert                                                                 | 25082699 | BW   |